# جيف ويلسون (لاعب كريكت)
جيف ويلسون (بالإنجليزية: Jeff Wilson)‏ (و. 1973  م) هو لاعب كريكت، ولاعب اتحاد الرغبي نيوزلندي، ولد في إنفركارجل، مركز لعبه هو جناح ‏.

## التعليم
تعلم في كلية أوروا ‏
.

## جوائز
حصل على جوائز منها:

نيشان الاستحقاق لنيوزيلندا

## روابط خارجية
- جيف ويلسون على موقع إي آس بي آن كريك إنفو (الإنجليزية)
- جيف ويلسون عل موقع إسبنسكروم (الإنجليزية)
- جيف ويلسون على موقع قاعة نيوزيلندا للمشاهير الرياضية (الإنجليزية)